# Tàngara cara de foc
La tàngara cara de foc (Tangara parzudakii) és un ocell de la família dels tràupids (Thraupidae).

## Hàbitat i distribució
Habita la selva pluvial, clars i vegetació secundària dels Andes, pel vessant del Pacífic de l'oest de Colòmbia i oest de l'Equador; Andes, centre i est de Colòmbia i sud-oest de Veneçuela, cap al sud, a través de l'oest i est de l'Equador fins l'est del Perú.

## Taxonomia
Alguns autors consideren la població del vessant occidental del Andes, una espècie de ple dret:
- Tangara lunigera (Sclater, PL, 1851) - tàngara caragroga[3]